# Morley Torgov
Œuvres principales
- Série Hermann Preiss

Morley Torgov, né le 3 décembre 1927 à Sault-Sainte-Marie, en Ontario, est un avocat, un humoriste et un écrivain canadien de roman policier. Il est connu pour ses romans abordant avec humour les complexes relations familiales et professionnelles des familles juives au Canada et ses romans policiers historiques ayant pour héros l'inspecteur Hermann Preiss qui croise, au cours de ses enquêtes, de grands compositeurs allemands du XIXe siècle.

## Biographie
Né à Sault-Sainte-Marie en Ontario, il étudie à l'Université de Toronto, dont il sort diplômé en 1950. Il fréquente ensuite l'Osgoode Hall Law School et devient avocat à partir de 1954, puis écrivain au cours des années 1960. Il écrit alors pour la radio et différents journaux et magazines. Il reçoit un diplôme honorifique de l'Université Laurentienne de Sudbury en 1990.
Sa carrière littéraire s'amorce en 1974 par la publication de son premier roman, un texte humoristique intitulé A Good Place to Come From, grâce auquel il remporte le prix Stephen Leacock (en) l'année suivante. Il écrit ensuite The Abramsky Variations, puis The Outside Chance of Maximilian Glick, qui est à nouveau lauréat du prix Stephen Leacock. Ce roman est également adapté au cinéma par Allan A. Goldstein sous le titre La Fugue de Maximilien Glick en 1988. Il écrit ensuite St Farb's Day, The War to End All Wars et Stickler and Me.
En 2008, il se lance dans le roman policier historique avec Meurtre en la majeur (Murder in A-major), première enquête de l'inspecteur Hermann Preiss menée à Düsseldorf dans le cercle musical de Clara et Robert Schumann. Il persévère avec Le Maître chanteur de Minsk (The Mastersinger from Minsk) en 2012, qui imagine une affaire criminelle en avril 1868, à Munich, alors que Richard Wagner met la dernière main à la composition de son opéra Les Maîtres chanteurs de Nuremberg. Ces deux romans policiers historiques et humoristiques sont traduits dans la collection Actes noirs par l'éditeur Actes Sud.

## Œuvre

### SérieHermann Preiss
1. Meurtre en la majeur, Actes Sud, coll. « Actes noirs », 2010 ((en) Murder in A-major, 2008), trad. Laurent BuryRéédition Actes Sud, coll. « Babel noir » no 62, 2012
2. Le Maître-chanteur de Minsk, Actes Sud, coll. « Actes noirs », 2013 ((en) The Mastersinger from Minsk, 2012), trad. Céline Schwaller-Balaÿ

### Romans indépendants
- (en) A Good Place to Come From, 1974
- (en) The Abramsky Variations, 1977
- Max Glick, J'ai lu no 3855, 1995 ((en) The Outside Chance of Maximilian Glick, 1982), trad. Rose-Marie VassalloRéédition, Castor Poche senior no 520, 1995
- (en) St Farb's Day, 1990
- (en) The War to End All Wars, 1998
- (en) Stickler and Me, 2002

## Adaptations

### Au cinéma
- 1988 : La Fugue de Maximilien Glick (The Outside Chance of Maximilian Glick), film canadien réalisé par Allan A. Goldstein d'après le roman éponyme.

### À la télévision
- 1980 : A Good Place to Come From (en), d'après le livre éponyme.

## Prix et distinctions notables
- Prix Stephen Leacock (en) en 1975 pour A Good Place to Come From.
- Prix Stephen Leacock (en) en 1983 pour The Outside Chance of Maximilian Glick.
- Nomination au prix Stephen Leacock (en) en 1991 pour St Farb's day.
- Nomination au prix Stephen Leacock (en) en 2003 pour Sticker and Me.